# Kästorf (Wolfsburg)
Kästorf ist ein Stadtteil von Wolfsburg in Niedersachsen im Norden der Stadt, zwischen der B 188 und der Aller, in unmittelbarer Nähe des Volkswagenwerkes sowie von Schloss Wolfsburg.

## Geschichte

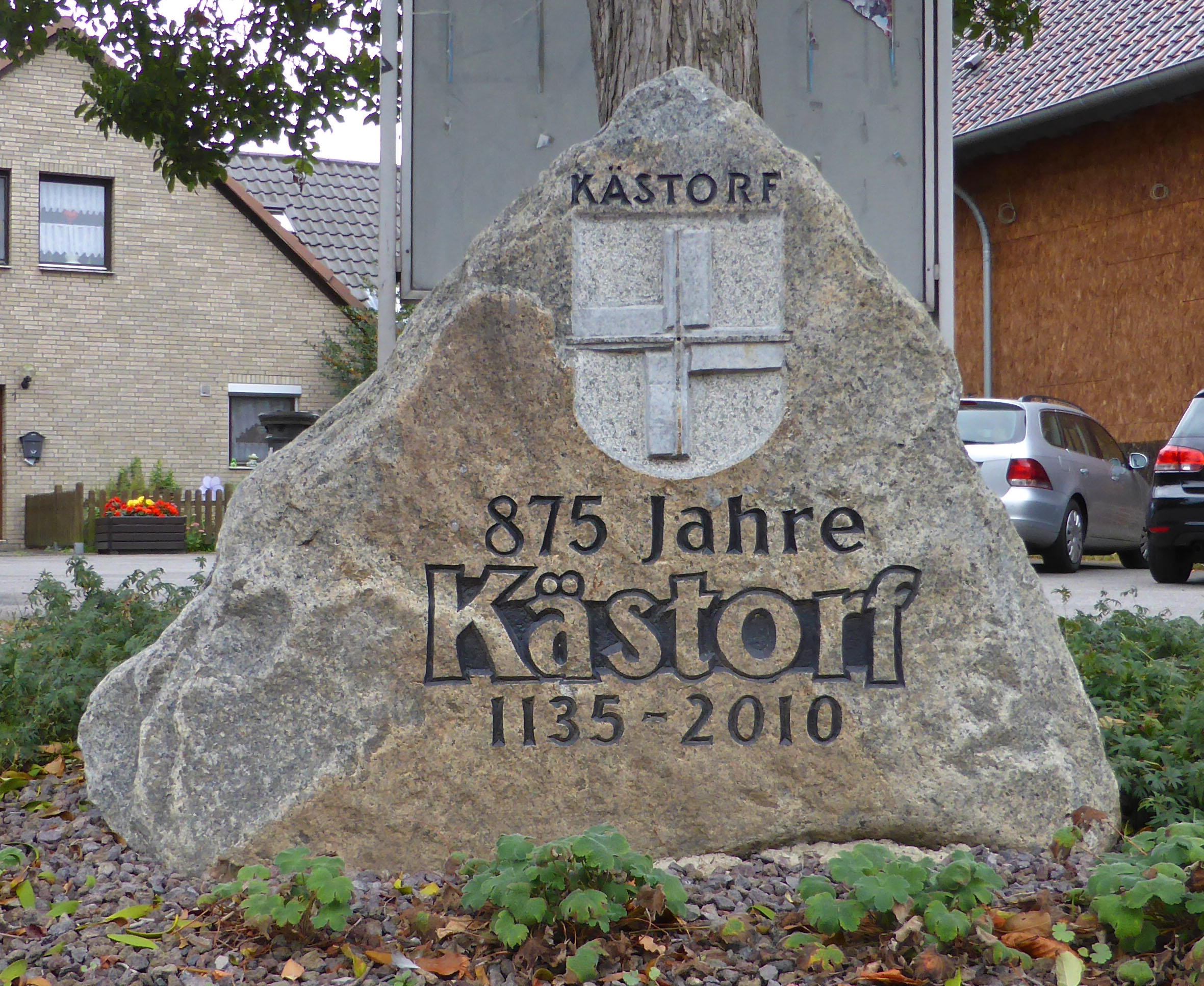
Gedenkstein an das 875-jährige Ortsjubiläum

Kästorf wurde erstmals urkundlich 1135 als Kestorp erwähnt. Das Dorf liegt in der historischen Landschaft des Vorsfelder Werders. Die ursprüngliche Dorfform war die eines wendischen Rundlings.
Von 1742 an gehörte Kästorf zum Amt Vorsfelde. In der Franzosenzeit kam Kästorf zum Kanton Vorsfelde im Distrikt Helmstedt, im Departement der Oker des Königreiches Westphalen. Laut einem Siedlungsverzeichnis um 1850 bestanden zu dieser Zeit 16 Bauernhöfe.
Im Zuge der Errichtung des Volkswagenwerkes wurde am 2. August 1938 die Gemeinde Kästorf mit der 7. Verordnung über Wohnsiedlungsgebiete zum Wohnsiedlungsgebiet erklärt, was jedoch aufgrund des bald beginnenden Zweiten Weltkriegs und den damit verbundenen Einschränkungen im Wohnungsbau zunächst kaum praktische Bedeutung erlangte.
Infolge der Flucht und Vertreibung Deutscher aus Mittel- und Osteuropa von 1945–1950 hatte sich die Einwohnerzahl von Kästorf von 262 (1939) auf 535 (1950) vergrößert, davon waren 1950 276 Heimatvertriebene. Durch Arbeitsmöglichkeiten im nahegelegenen Volkswagenwerk stieg die Einwohnerzahl auch in den folgenden Jahrzehnten erheblich an. 1962 erhielt Kästorf mit der evangelisch-lutherischen St.-Johannes-Kirche erstmals eine Kirche, die Volksbank Vorsfelde eG eröffnete in diesem Jahr eine Zweigstelle in Kästorf. 1966 wurde das heutige Feuerwehrhaus erbaut.
Am 1. Juli 1972 wurde die damalige Gemeinde Kästorf, die aus dem Landkreis Helmstedt stammt, gemäß dem Wolfsburg-Gesetz in die Stadt Wolfsburg eingegliedert. In jüngerer Zeit erfuhr Kästorf durch das Baugebiet „Hinter den Kohlgärten“ eine weitere Vergrößerung.

### Einwohner
| Jahr      | 1821 | 1849 | 1871 | 1905 | 1925 | 1939 | 1950 | 1956 | 2006 | 2009 | 2010 | 2012 | 2015 | 2017 |
| --------- | ---- | ---- | ---- | ---- | ---- | ---- | ---- | ---- | ---- | ---- | ---- | ---- | ---- | ---- |
| Einwohner | 152  | 201  | 181  | 234  | 300  | 262  | 535  | 781  | 1408 | 1413 | 1418 | 1361 | 1384 | 1354 |

## Politik

### Wappen
Das vom Heraldiker Arnold Rabbow entworfene Kästorfer Wappen mit den Windmühlenflügeln wurde am 2. Februar 1978 vom Ortsrat Kästorf/Sandkamp angenommen. Die Farben erinnern an die frühere Zugehörigkeit Kästorfs zum Freistaat Braunschweig, dessen Landesfarben blau-gelb waren.
Die Windmühlenflügel stehen für die Bockwindmühle Schradersche Mühle, die 1860 von ihrem Standort in Schöppenstedt in die damalige Gemarkung Kästorf transloziert wurde.

### Ortsbürgermeister
Kästorf bildet gemeinsam mit dem Stadtteil Sandkamp die Ortschaft Kästorf-Sandkamp, die durch einen Ortsrat vertreten wird. Ortsbürgermeister ist Francescantonio Garippo (SPD).

## Kultur und Sehenswürdigkeiten

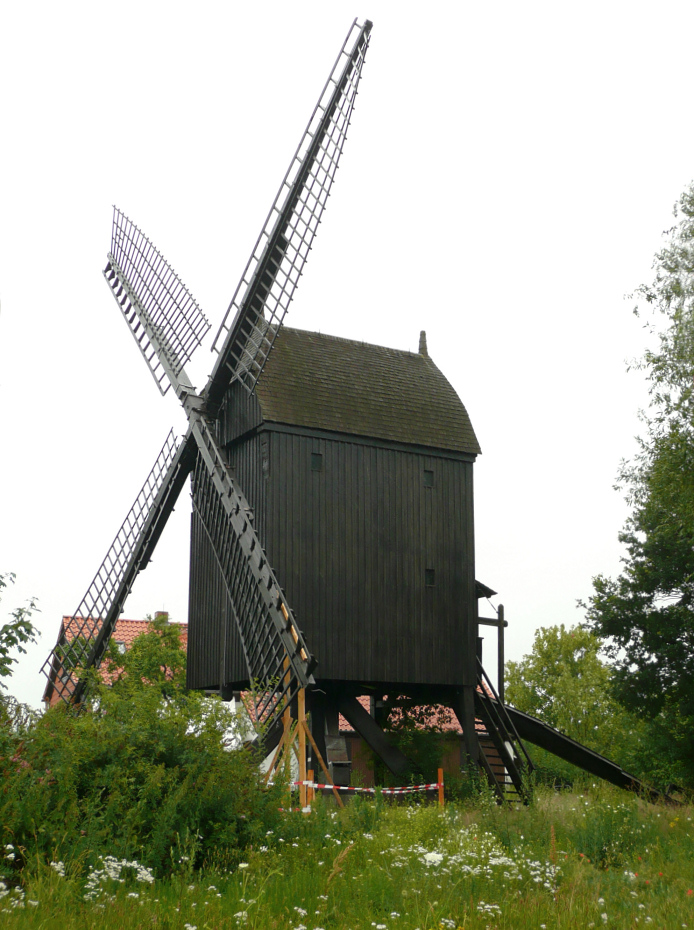
Bockwindmühle Schradersche Mühle

### Bauwerke
Die Bockwindmühle Schradersche Mühle von 1861 ist die einzige noch erhaltene Windmühle in Wolfsburg. Ihre Windmühlenflügel finden sich auch im Wappen von Kästorf. Seit den 1960er Jahren gehört die Windmühle durch Umgemeindung jedoch zum Stadtteil Kreuzheide.

### Kirchen
Einzige Kirche Kästorfs ist die evangelisch-lutherische St.-Johannes-Kirche, sie wurde nach einem Entwurf von P. G. Lachmann, Braunschweig, erbaut. Am 2. Dezember 1960 fand die Grundsteinlegung statt, und am 15. April 1962 erfolgte ihre Einweihung. Zuvor war Kästorf zur St.-Petrus-Kirche nach Vorsfelde eingepfarrt. Die Weihe der Glocken, die in einem freistehenden Turm hängen, folgte am 31. Oktober 1964. Die Kirchengemeinde gehört zur Propstei Vorsfelde der Evangelisch-lutherischen Landeskirche in Braunschweig. Katholiken in Kästorf gehören zur St.-Bernward-Kirche in Alt-Wolfsburg.

### Vereine
In Kästorf sind die 1936 gegründete Freiwillige Feuerwehr, der Sportverein SSV Kästorf/Warmenau e. V. von 1946 und die Kyffhäuser-Kameradschaft Kästorf e. V. aktiv.
Die DLRG Ortsgruppe Wolfsburg e. V. ist seit 2021 mit ihrem Vereinsheim in Kästorf ansässig. Zuvor befand sich ihr Vereinsheim am Großen Schillerteich. Von 2019 bis 2021 wurde das neue Vereinsheim in Kästorf erbaut und am 2. Juli 2022 offiziell eingeweiht.

## Wirtschaft und Infrastruktur

### Unternehmen

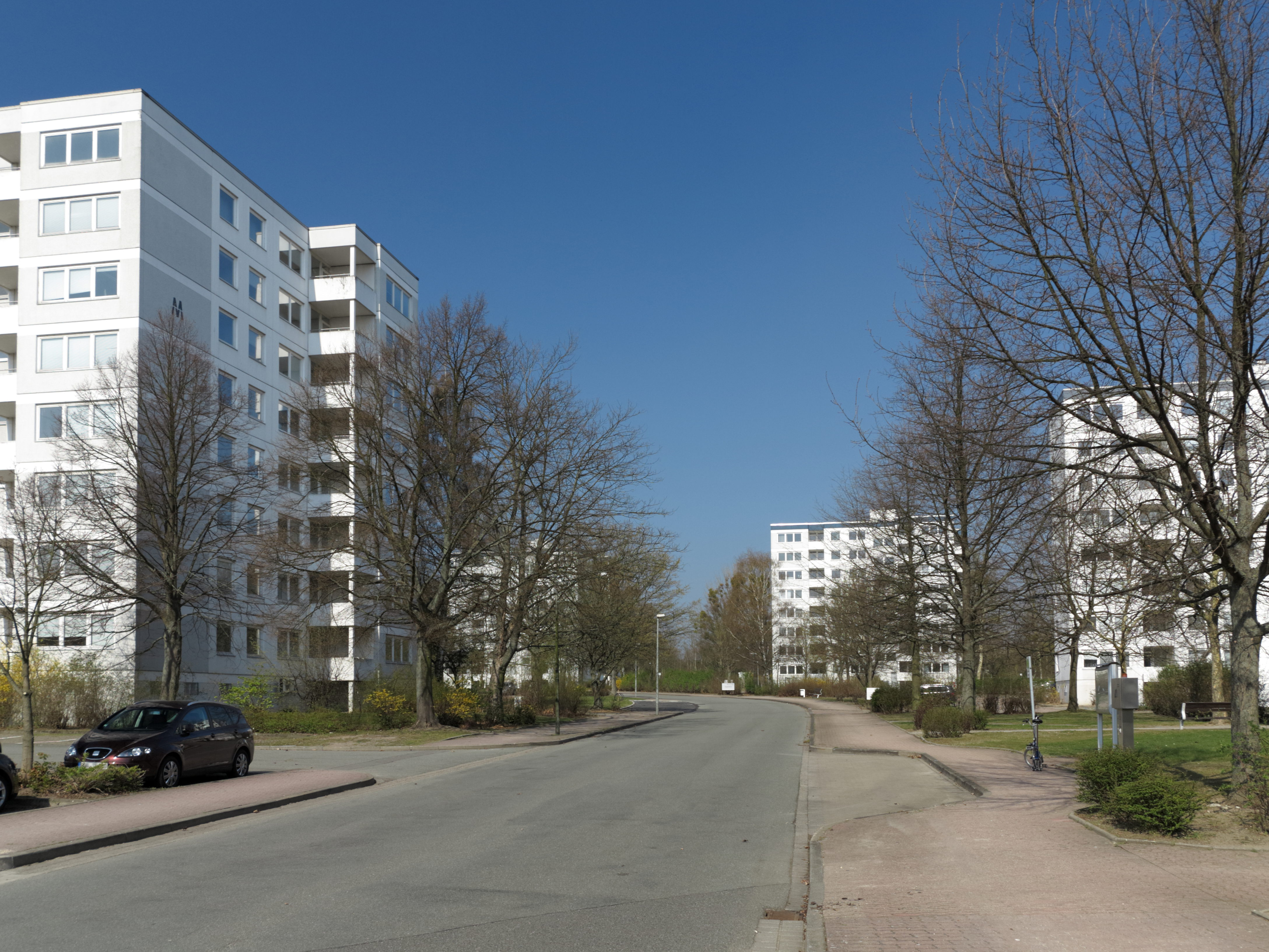
Bürozentrum Nord

Im Stadtteil bestehen ein Aldi-Markt, zwei Bäckerei-Filialen, zwei Friseursalons und eine Getränkehandlung, die überwiegend im 2003 eröffneten Einkaufszentrum angesiedelt sind. Fernet bietet Kästorf Gaststätten und Restaurants sowie eine Tierarztpraxis. Die Einzelhandelsgeschäfte im alten Ortskern, die Bäckerei Erich Kempe und das Lebensmittelgeschäft Gustav Helbig, wurden geschlossen.
Die Poststelle („Kästorf“, später „Wolfsburg 32“) wurde geschlossen, ebenso die Zweigstellen der Volksbank Vorsfelde eG und der Commerzbank, die Filiale von Jeans Fritz, das Schuhgeschäft und die beiden Tankstellen.
In Kästorf sind mehrere Handwerksbetriebe ansässig. Am 11. Mai 2017 wurde die neu erbaute IT-City, ebenfalls ein Gebäudekomplex der Volkswagen AG, offiziell eröffnet. Sie bietet rund 1.500 Arbeitsplätze für Mitarbeiter aus dem Gebiet der Informationstechnik.
Südlich von Kästorf befindet sich das Volkswagenwerk Wolfsburg, das von Kästorf aus durch das Tor Nord erreichbar ist. Von Kästorf aus sind vom Werk unter anderem die Halle 54 und das Heizkraftwerk Wolfsburg West sichtbar. Nordöstlich von Kästorf, auf einem ehemals zu Kästorf gehörenden Grundstück, betreibt die Volkswagen AG das Bürozentrum Nord, dessen mehrstöckige Gebäude ab 1971 als Wohnhäuser für italienische, später auch tunesische Gastarbeiter erbaut worden waren. Die Wohnanlage wurde am 27. November 1972 eröffnet, die 12 von der VW-Siedlungsgesellschaft erbauten Hochhäuser boten anfangs 3.439 Wohnplätze.

### Straßenverkehr

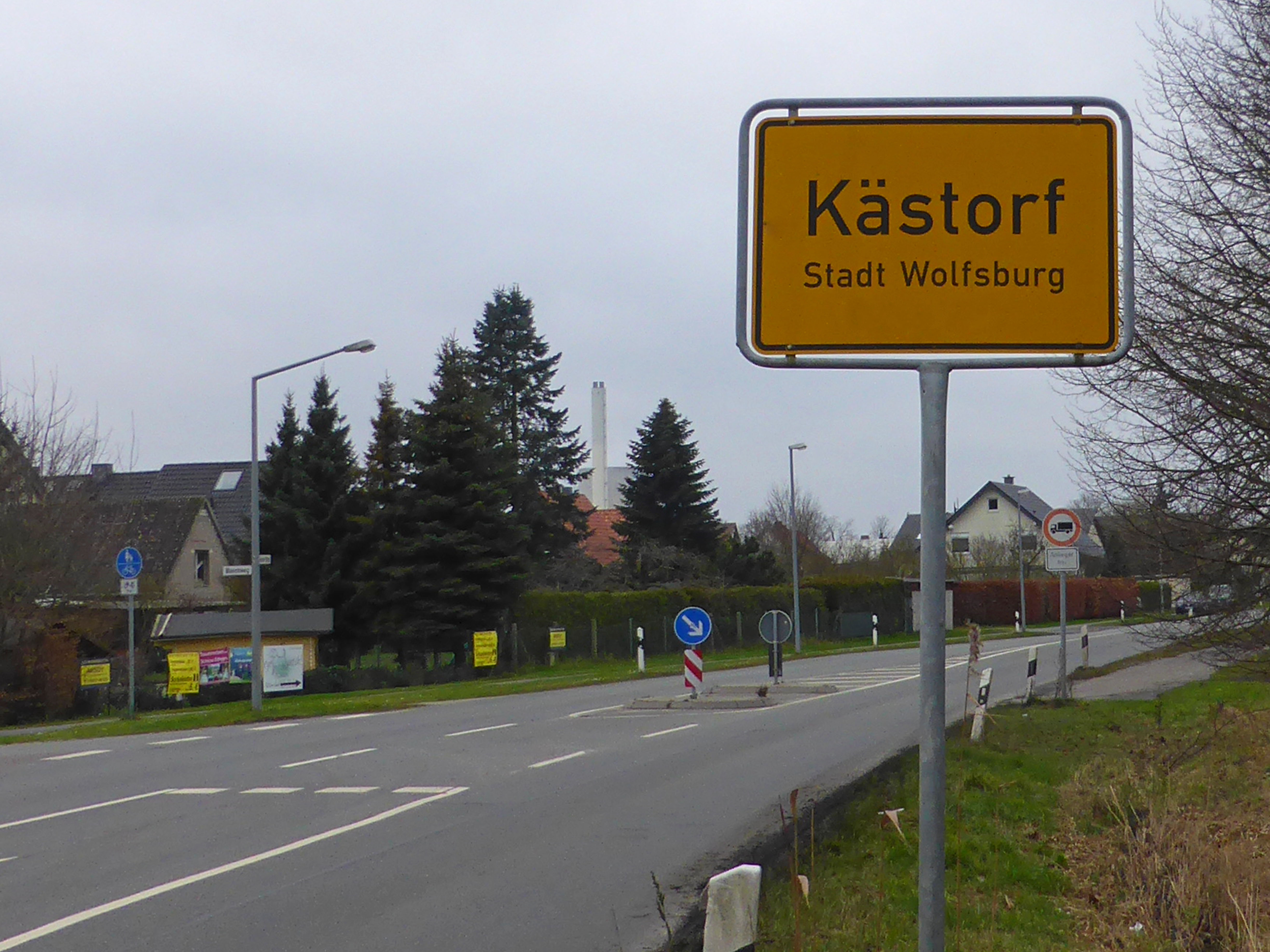
Ortseingang

In den 1990er Jahren wurde eine nördliche Umgehungsstraße erbaut und damit die B 188 aus dem Dorf heraus verlegt, dadurch wurde der Ort stark vom Durchgangsverkehr entlastet. Rund drei Kilometer westlich von Kästorf verläuft die Bundesautobahn 39, von der aus Kästorf über die Anschlussstelle Weyhausen erreichbar ist.
1993 wurden drei Straßen umbenannt, deren Namen nach der 1972 erfolgten Eingemeindung mehrerer Dörfer nach Wolfsburg mehrfach vorhanden waren. Die Brackstedter Straße in Jembker Straße, die Hauptstraße in Zu dem Balken, und die Neue Straße in An der Sneede.
Eine Buslinie der Wolfsburger Verkehrs GmbH führt von Kästorf nach Brackstedt und über die Stadtmitte nach Detmerode. Zeitweise besteht auch eine Busverbindung über den Wolfsburger Hauptbahnhof nach Fallersleben. Die Verkehrsgesellschaft Landkreis Gifhorn mbH bietet eine Buslinie nach Gifhorn an.

### Öffentliche Einrichtungen
In Kästorf bestehen eine Sprechstelle der Stadt Wolfsburg, eine Mehrzweckhalle, ein Feuerwehrhaus, ein Sportplatz, ein Schießstand, eine Haltestelle für die Fahrbibliothek, das evangelische Gemeindehaus, in dem sich seit 2019 auch ein öffentlicher Bücherschrank befindet, und ein Friedhof mit Kapelle.

### Bildung

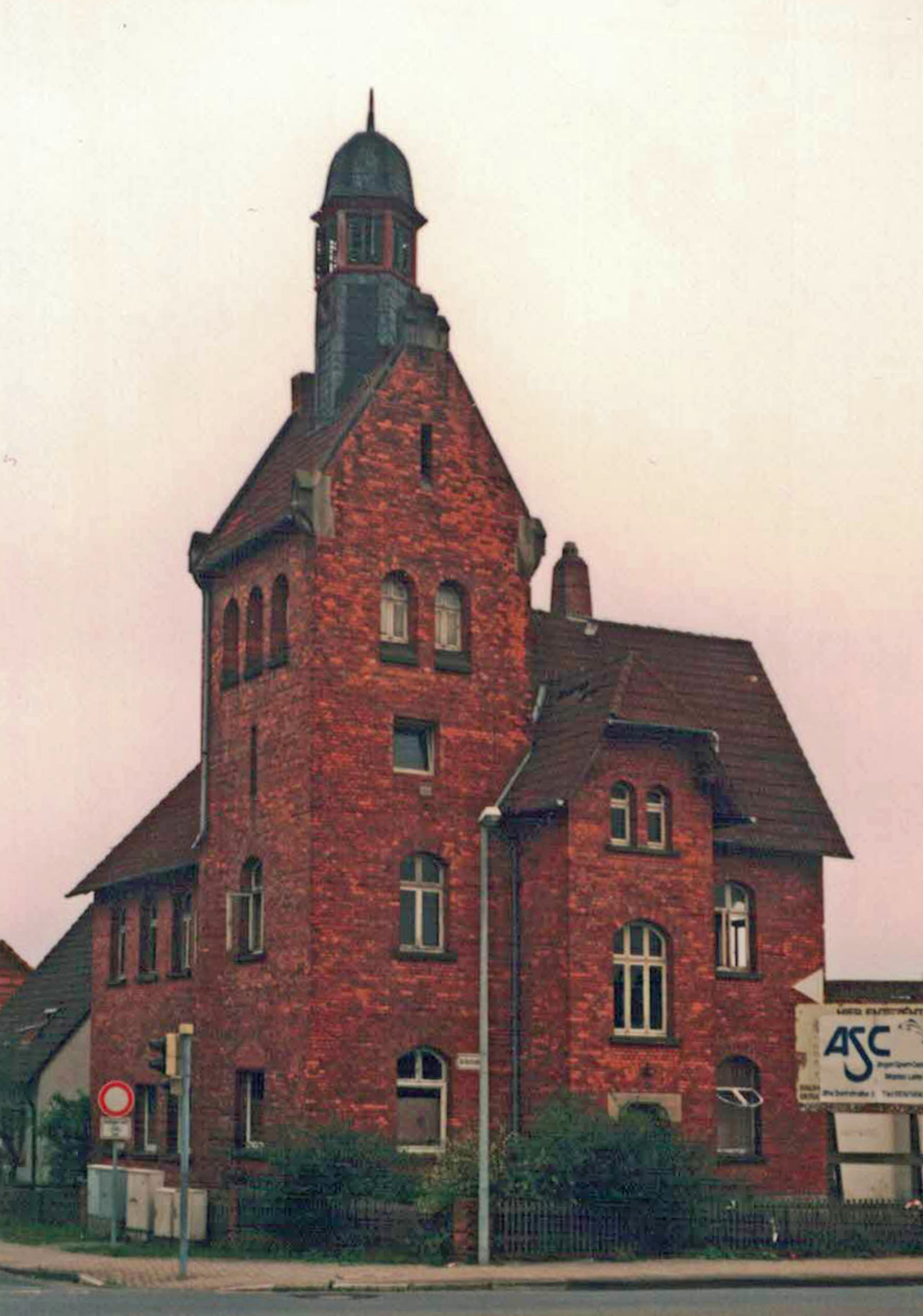
Ehemalige Schule (1989)

Mit der Kindertagesstätte hinter den Gärten verfügt Kästorf seit Herbst 2017 über eine Kindertagesstätte. Die nahe der IT-City von Volkswagen gelegene Einrichtung befindet sich in Trägerschaft der Stadt Wolfsburg und bietet 125 Plätze für Kinder von 0 bis 6 Jahren.
Die Volksschule wurde geschlossen und bis auf den Turm, der als ortsbildprägendes Bauwerk erhalten blieb, 1989 abgerissen und durch ein Wohngebäude sowie einen angrenzenden, inzwischen auf die gegenüberliegende Straßenseite verlegten Aldi-Markt ersetzt.
Auf dem Gelände des Ende 2002 geschlossenen Baumarktes Schönberger befindet sich seit Herbst 2008 eine Service-Akademie der Volkswagen AG.